# 2021년 러시아 시위
2021년 러시아 시위는 러시아에서 알렉세이 나발니가 체포되고 블라디미르 푸틴과 그를 위해 지어졌다는 푸틴 궁전을 둘러싼 의혹을 품고 있는 다큐멘터리 영화 《푸틴을 위한 궁전: 가장 큰 뇌물 이야기》가 공개되자 2021년 1월 23일부터 러시아에서 이루어지고 있는 시위이다. BBC 러시아 서비스 보도에 따르면 러시아의 196개 도시에서 시위가 벌어졌다.

## 주해
1. ↑  오스트리아, 독일, 이스라엘, 일본, 몰도바, 네덜란드, 영국 등[1][2]